# Mindoro
Mindoro es la séptima isla más grande de Filipinas. Se encuentra al suroeste de Luzón y al noreste de Palawan. Antiguamente, era llamada Ma-i o Mait por los comerciantes chinos, y Mina de Oro por los españoles, de donde este territorio obtuvo su nombre.
En 1950, la isla fue dividida en las dos provincias actualmente existentes, Mindoro Occidental y Mindoro Oriental. Antes de este suceso, desde 1921, la isla entera conformaba una sola provincia.
De acuerdo con el historiador William Henry Scott, en su libro Prehispanic Source Materials For The Study of Phillipine History (1984), durante la Dinastía Sung, en el año 972, "Ma-i" era un importante comerciante con China. En otros registros chinos,"Ma-i" o "Mindoro" aparece en los años siguientes.
Este libro también nombra los productos que los comerciantes de Mindoro cambiaban con los chinos, siendo los más importantes la cera de abeja, el algodón, perlas, caparazones de tortuga, nueces de betel medicinales y ropas de yute. Para la porcelana china, se comercializaban productos como el oro, recipientes de acero, plomo, cuentas de vidrio de colores y agujas de acero.

## Economía

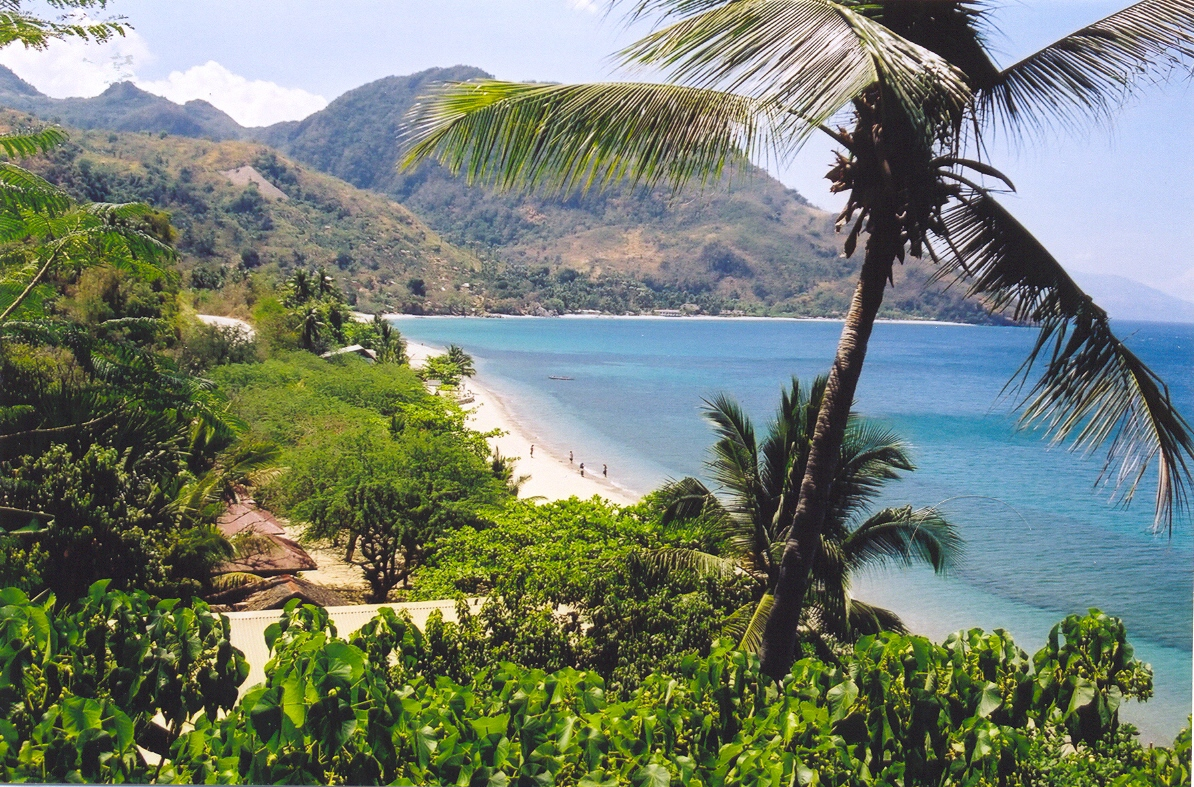
Playa al norte de Mindoro.

La economía de Mindoro está basada principalmente en la agricultura. Los productos consisten en una gran variedad de frutas, como por ejemplo, cítricos, bananas, rambutanes y cocos, cereales como arroz y maíz, caña de azúcar, maní, pescado (diversos tipos), ganado y aves de corral. La tala de árboles y la minería de mármol y cobre también son prósperos.
El turismo también es una negocio lucrativo, con destinos como el parque nacional Apo Reef, la Isla Lubang, Puerto Galera, Playa Sabang y el Monte Halcón. Las playas de Puerto Galera son las más conocidas atracciones turísticas, siendo muy visitadas.

## Cultura
Las religiones comunes en la isla se clasifican bajo el Cristianismo. La religión de la población indígena es el Animismo. Aunque ellos están en el animismo como una religión, ayudan a la Iglesia católica en algunas partes de Mindoro a desarrollar la educación.
El idioma principal en Mindoro es el tagalo, aunque en algunos lugares ha sido ampliamente influido por los idiomas nativos de Bisayas y Mangyan. Mayoritariamente, el filipino estándar (a veces mezclado con el inglés) está presente en las áreas de Puerto Galera y Ciudad Calapan. Los idiomas bisayos y del Mangyan también son hablados en la isla, igual que el ilocano y algunos idiomas extranjeros, por ejemplo el inglés, el fujianés y, en una menor manera, el español.